# Tegula mammata
Tegula mammata es el nombre latino de una placa cerámica destinada a la construcción de cámaras de aire en los muros.

## Etimología y variantes

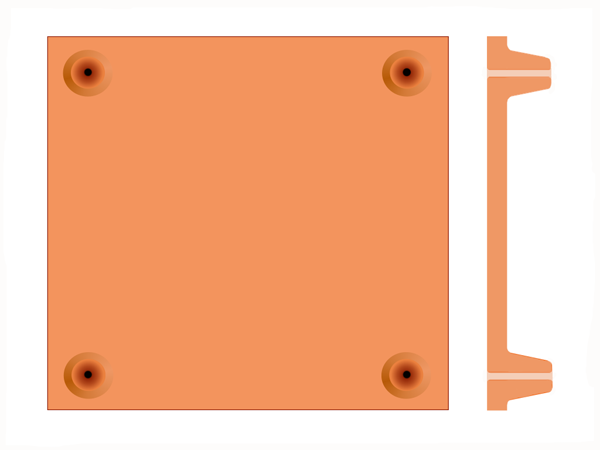
Croquis ideal de una tegula mammata.

Tegula significa «teja»; mammata, «dotada de tetas». Por tanto tegula mammata significa «teja con protuberancias». 
Este término es una conjetura de algunos editores de Vitruvio 7.4.2, donde los distintos manuscritos dan hamata, amata o ammata. La preferencia por mammata se apoya en un pasaje de Plinio el Viejo (35.159), donde aparece empleado este término en relación con los baños.
Si la lectura hamata fuera la correcta, habría que entender que tegula hamata sería la provista de ganchos, pues hamata deriva de hamus, «gancho, garfio». En resumidas cuentas, la arqueología  confirma la primera variante que hemos recogido.

## Forma y disposición
Suelen ser piezas de forma cuadrada. Su medida es variable en torno al pie y medio de lado (unos 45 cm) o algo más, aunque no hay normalización de ningún tipo, por lo que hay abundantes variantes locales. El grosor es de unos 2 cm. Próximas a las esquinas existen unas protuberancias de forma aproximadamente troncocónica, que suelen estar perforadas para dar paso a clavos o vástagos metálicos que faciliten su fijación. Las formas de las tegulae mammatae pueden apartarse del tipo descrito, pues existen también ejemplares rectangulares con protuberancias de forma troncopiramidal directamente adosadas a las esquinas.
Las placas se disponen como recubrimiento de un muro. Las protuberancias apoyan sobre su superficie, de forma que quede un hueco entre ella y la placa cerámica. La sujeción se efectúa mediante clavos o vástagos metálicos empotrados en el muro. Sobre el plano formado por la tégulas se colocan las capas de revestimiento que convengan.

## Aplicaciones
Vitruvio, en el pasaje citado más arriba, recomienda el uso de las tegulae mammatae como aislamiento para evitar que se manifiesten las humedades en las paredes. Por eso recomienda que las placas, que han de revestir el muro en toda su altura, se impermeabilicen con pez por su parte interior. Se han de dejar además respiraderos en las partes superior e inferior de la obra para que resulte fácil la renovación del aire.
Hemos señalado más arriba que el pasaje de Plinio el Viejo citado relacionaba este tipo de tégulas con los baños. La arqueología nos revela un uso frecuente de cámaras de aire construidas con tegulae mammatae asociadas a los sistemas de calefacción por hipocausis, frecuentes en las termas. En este caso no es un simple aislamiento lo que se persigue, sino la construcción de un dispositivo de circulación de aire caliente que irradie calor desde los muros hacia el interior de las dependencias. Estas cámaras estaban en comunicación con los sistemas subterráneos de circulación de aire y estaban comunicados con el exterior a través de la cubierta mediante respiraderos.
Durante el siglo I de la era se va produciendo un cambio en la construcción de los sistemas de calefacción. Las tegulae mammatae son sustituidas por tubos cerámicos de sección rectangular. Así acaban por quedar relegadas exclusivamente a la función de aislamiento de paredes.